# اندری لیاشنکو
اندری لیاشنکو (اوکراینی: Андрій Юрійович Ляшенко؛ زادهٔ ۱۱ ژوئن ۱۹۹۸) بازیکن فوتبال اهل اوکراین است.